# Franz Dorfmüller
Franz Dorfmüller (* 17. April 1887 in Regensburg; † 8. Juli 1974 in München) war ein deutscher Pianist, Klavierlehrer und Musikschriftsteller. Neben Gastspielen und Vorträgen war er an den Hauptwirkungsorten München, Regensburg, Philadelphia (Pennsylvania) und Nürnberg tätig.
Bekannte Schüler Dorfmüllers waren Hermann Reutter, Heinz Pauels, Franz Josef Breuer, Günter Wand und Karl Holl. Während seines Studiums wurde er Mitglied des AGV München.
Der damals schon als Hochschullehrer tätige Franz Dorfmüller trat 1927 neben dem Komponisten Fritz Büchtger (1903–1978) und dem jungen Pianisten Udo Dammert (1904–2003) als Mitbegründer der Vereinigung für zeitgenössische Musik in Erscheinung. Dorfmüller stand 1944 in der Gottbegnadeten-Liste des Reichsministeriums für Volksaufklärung und Propaganda.

## Veröffentlichungen
- Kurt Dorfmüller: Zum Münchner Musikleben während des ersten Weltkrieges und der Nachkriegsjahre; Beitrag in: 100 Jahre Münchner Philharmoniker, S. 114–127, Hrsg. v. Gabriele E. Meyer. München 1994.
- Kurt Dorfmüller: Die Münchner Musikszene: Von den zwanziger Jahren in die NS-Zeit in: Zur Situation der Musik in Deutschland in den dreissiger und vierziger Jahren. Hrsg. Orff-Zentrum München.
- Anton Kerschensteiner, Ernst Wengenmayer, Oskar Kaul, Franz Dorfmüller, Albert Hartmann, Otto Loesch: Geschichte des Akademischen Gesangvereins München 1861–1961, München 1961.